# Talatát

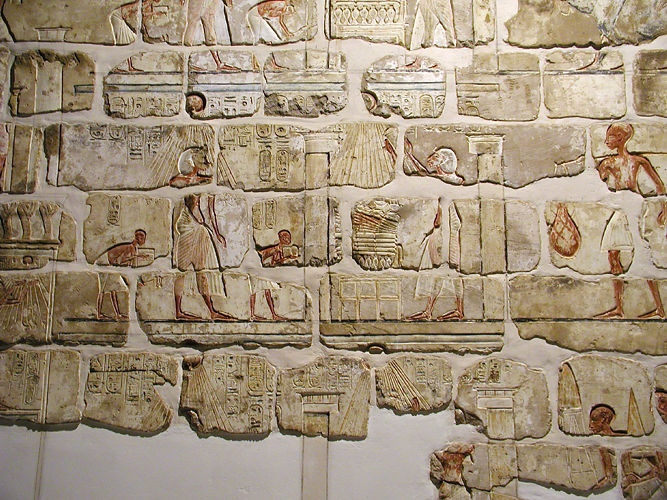
Stěna tvořená talatáty

Talatát (název odvozen z arabského thalāthah – „tři“, což udává rozměr tří dlaní) je označení užívané v egyptologii pro kamenný blok používaný ve starověkém Egyptě pro budování monumentů v období vlády panovníka Achnatona. Typický rozměr talatátů byl přibližně 27 × 27 × 54 cm, což odpovídá ½ x ½ x 1 egyptskému loktu.
Jacobus van Dijk upozorňuje na to, že na počátku Achnatonovy vlády byly pro stavbu zdí tak jako za jeho předchůdců používány velké pískovcové bloky. V souvislosti s královou snahou o vybudování nového sídelního města Achetatonu a kultovních center amarnského náboženství však byl v zájmu rychlosti tradiční postup upraven: talatáty na rozdíl od velkých bloků byly dostatečně malé na to, aby je unesl jeden dělník, čímž došlo k zrychlení prací.
Na konci amarnského období byla ovšem nová metoda opuštěna. Snad to souvisí s tím, že mezery mezi malými bloky musely být vyplňovány maltou, což značně snižovalo životnost reliéfů, jimiž byly stěny vyzdobeny, i odolnost stěn samotných. Velikost talatátů byla také jednou z okolností, které usnadnily rozebrání a destrukci amarnských památek v době 19. dynastie.